# Вільгельмсбурґ (Нижня Австрія)
Вільгельмсбурґ (нім. Wilhelmsburg) — міська громада в окрузі Санкт-Пельтен, федеральної землі Нижня Австрія.

## Географія
Знаходиться у 20 км. на південь від міста Санкт-Пельтен та у 60 км на захід від Відня.
На сході від міста починається Віденський Ліс на заході — передгір'я Тюрніцьких Альп.

## Клімат
Середньорічна температура становить 8 °С. Найтеплішим місяцем є липень, коли середня температура становить 20 °С, найпрохолоднішим є грудень з -6 °С.
Кількість опадів, у середньому, становить 1050 мм. Найбільше опадів випадає у травні, у середньому 156 мм опадів, найменше у березні — 32 мм опадів.

## Демографія
Станом на 1 січня 2017 року населення становило 6558 осіб.
91% населення Вільгельмсбурґу є австрійськими громадянами, 4% — громадяни Боснії і Герцеговини, 2% — громадяни Туреччини та близько 2% — громадяни Сербії та Чорногорії.
Німецька мова є рідною для 90% населення Вільгельмсбурґу, сербська для 4%, турецька для 2%, хорватська для 1%.

## Релігія
Близько 67% населення є римсько-католики, протестанти — 5%, православні — близько 5% та близько 4% мусульмани.
Атеїстів у місті близько 18%.

## Політика
Бургомістр міської громади — Рудольф Амейсбіхлер.
Рада представників громади (нім. Gemeinderat) складається з 29 місць.
Розподіл місць після місцевих виборів у 2010 році:
- Соціал-демократична партія Австрії — 17 місць;
- Австрійська народна партія — 10 місць;
- Австрійська Партія Свободи — 1 місце;
- Партія Зелених — 1 місце.

## Уродженці міста
- Карл Рерль — австрійський шахіст.

## Світлини

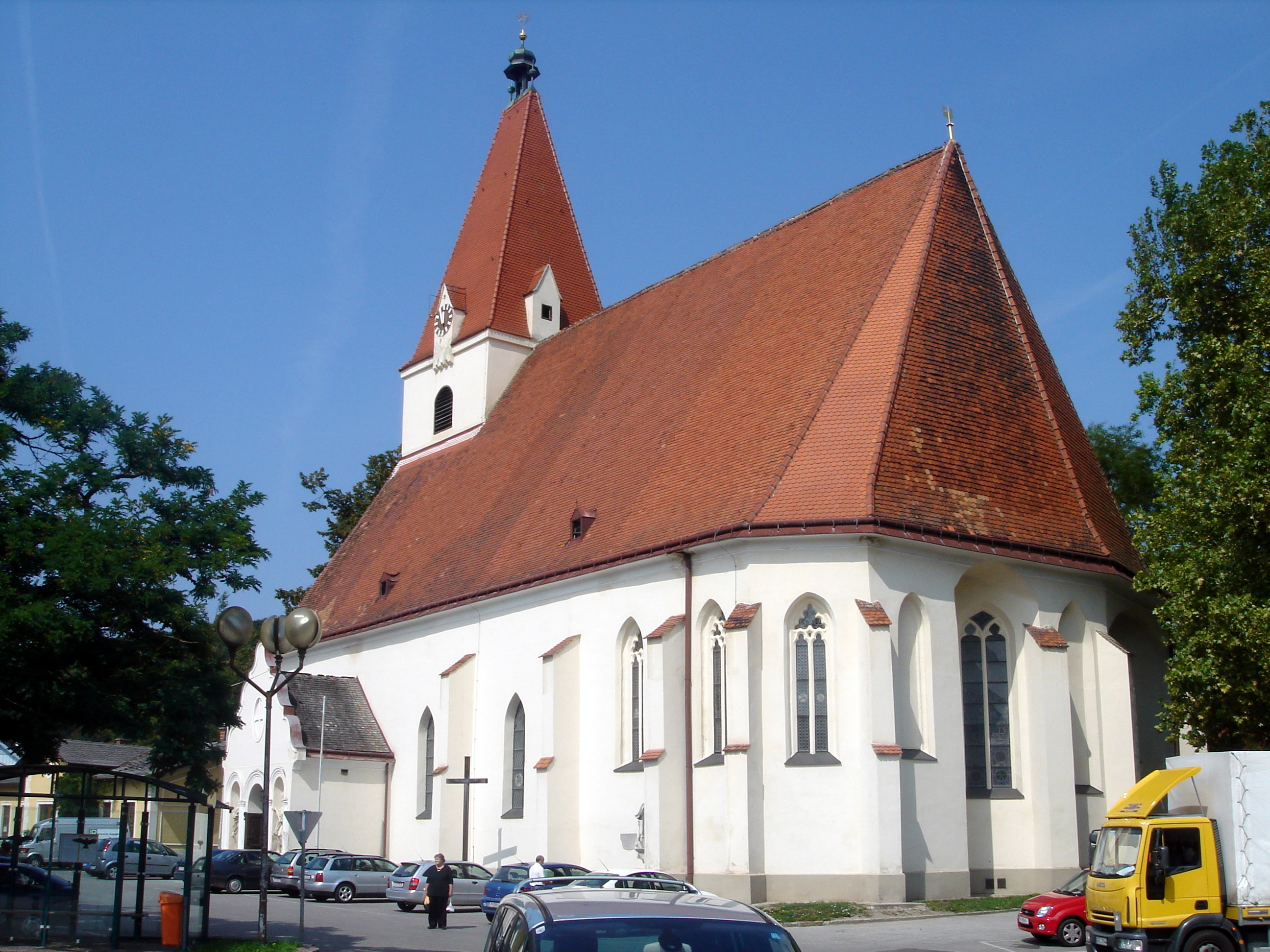
Церква Святої Марії
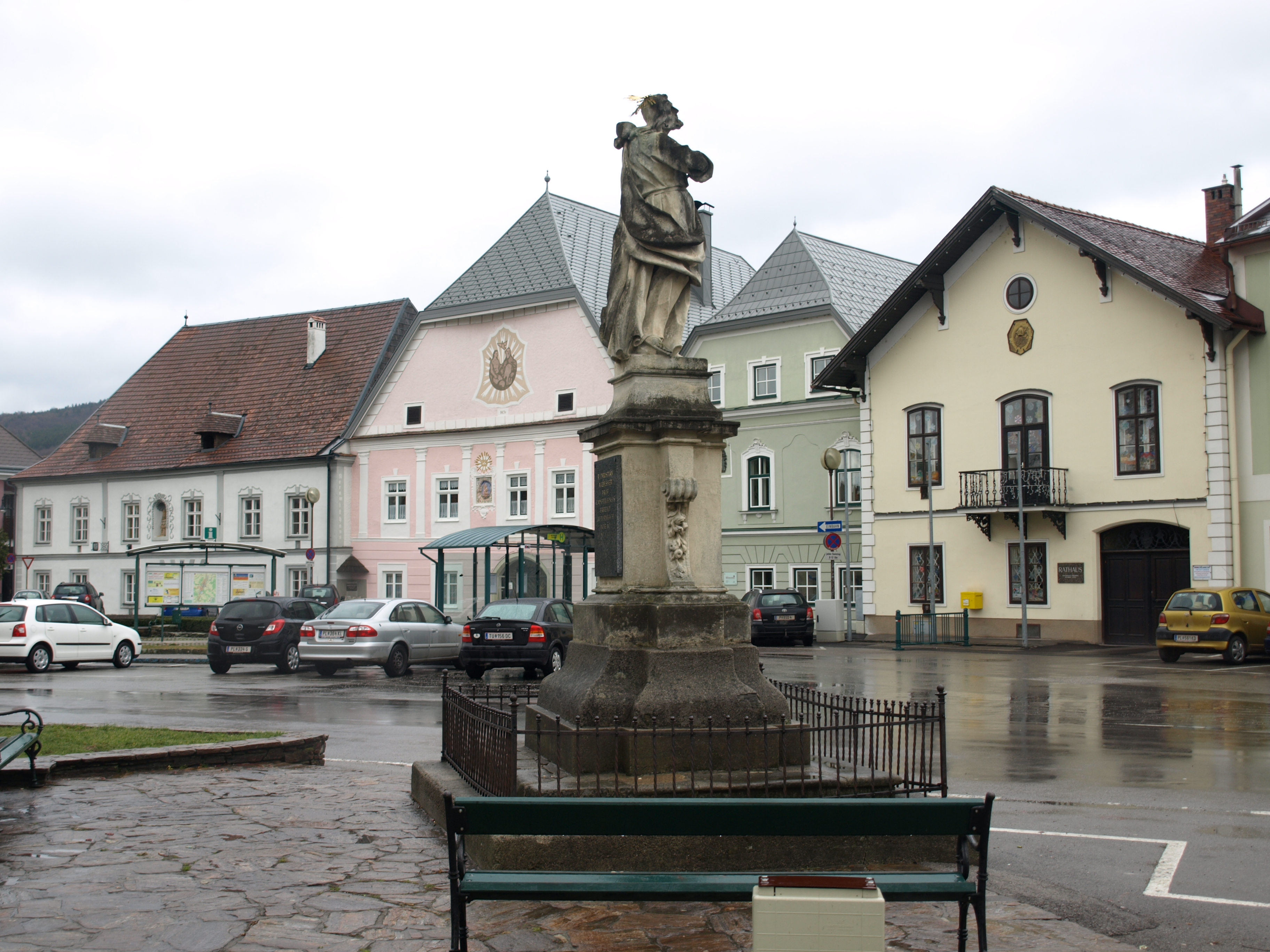
Центральна площа міста
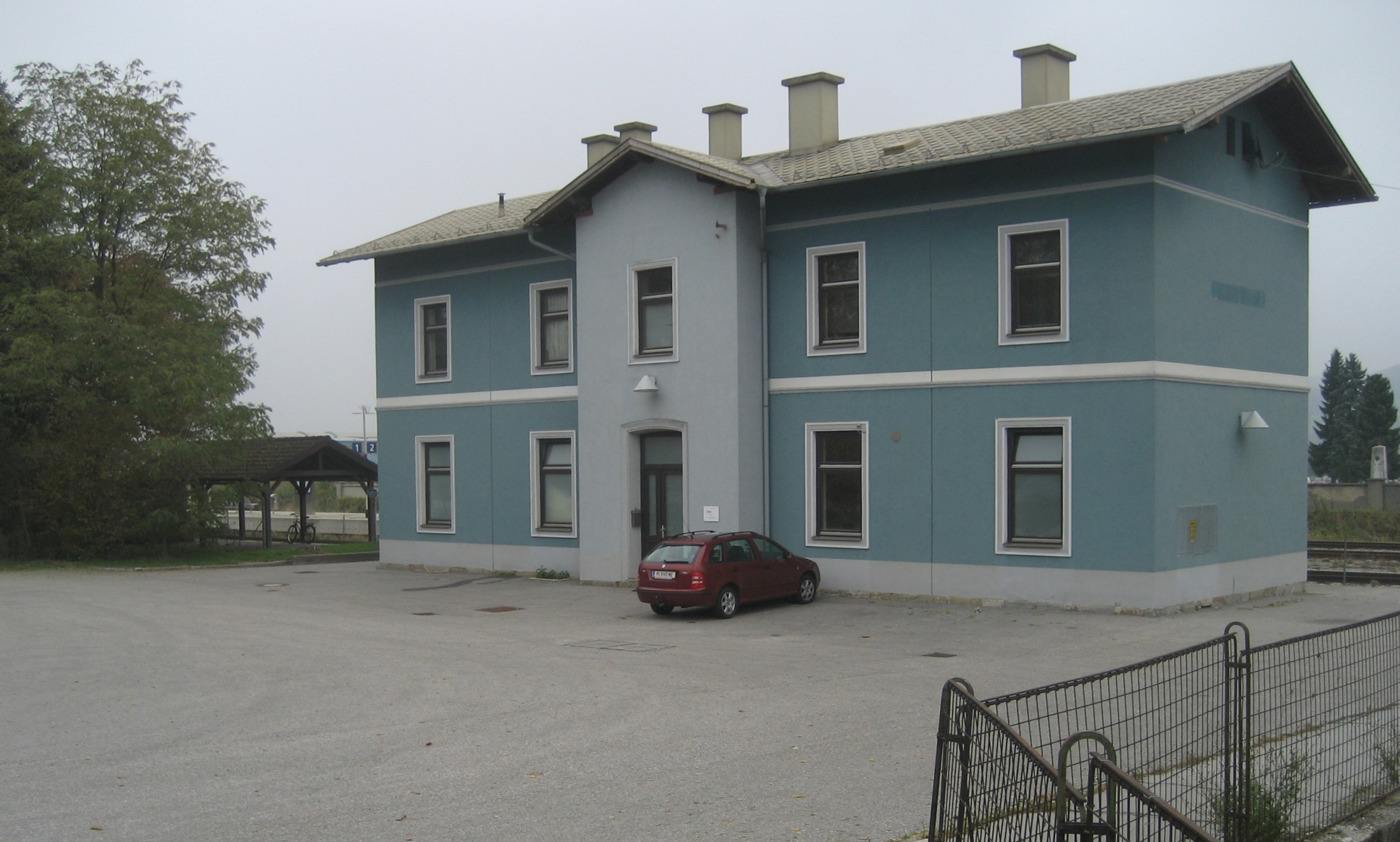
Залізнична станція
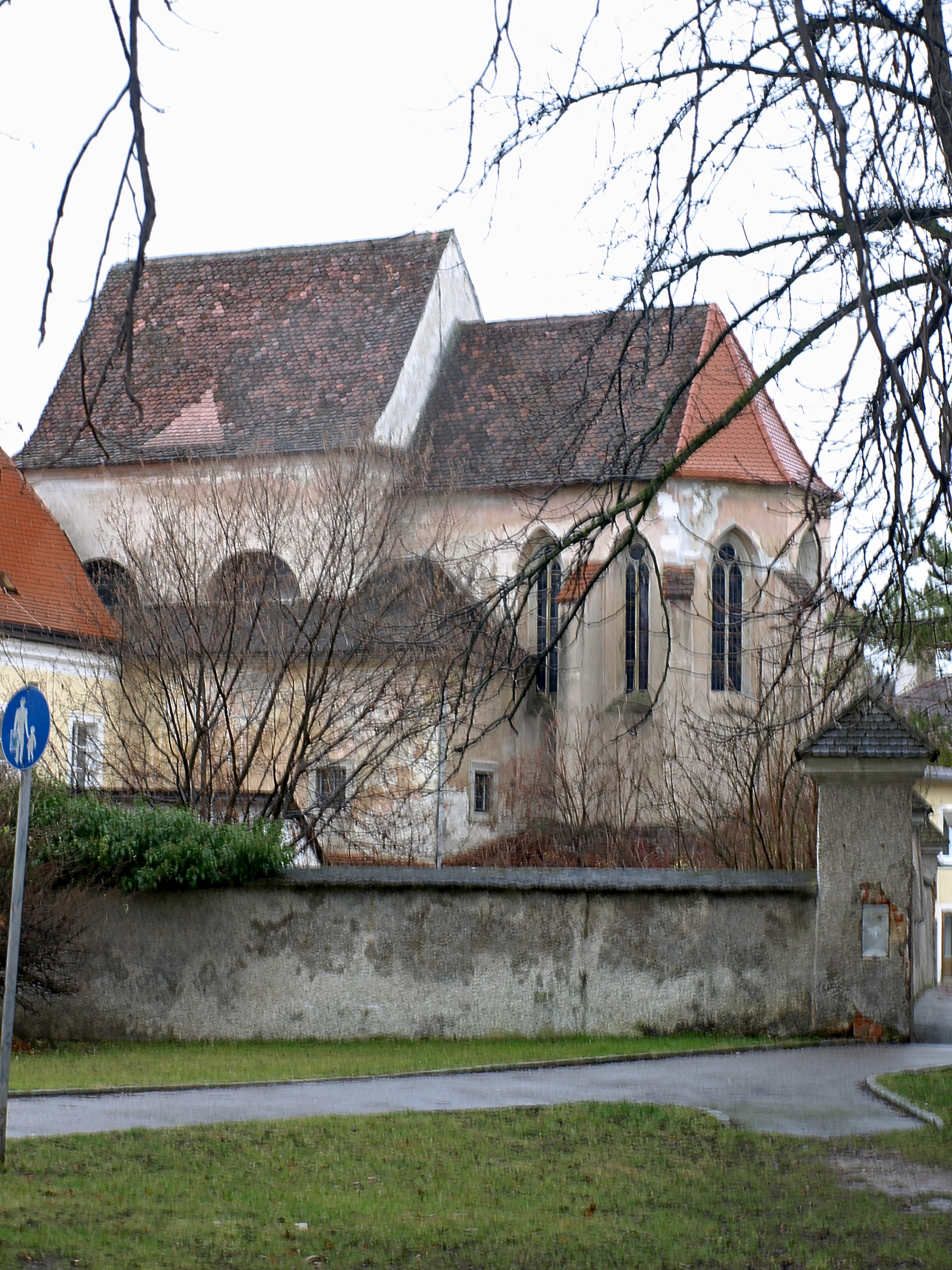
Замок Крейсбах